# Hansen (Uelzen)
Hansen ist ein Ortsteil der Hansestadt Uelzen im niedersächsischen Landkreis Uelzen.

## Geografie und Verkehrsanbindung
Der Ort liegt westlich des Kernbereichs von Uelzen.
Am nördlichen Ortsrand des historischen Ortskerns fließt die Gerdau und verläuft die B 71. In der zweiten Hälfte des 19. Jahrhunderts wurde der Ort nördlich der Gerdau an der B 71 erweitert.
Westlich erstreckt sich das 398 ha große Naturschutzgebiet Mönchsbruch.

## Geschichte

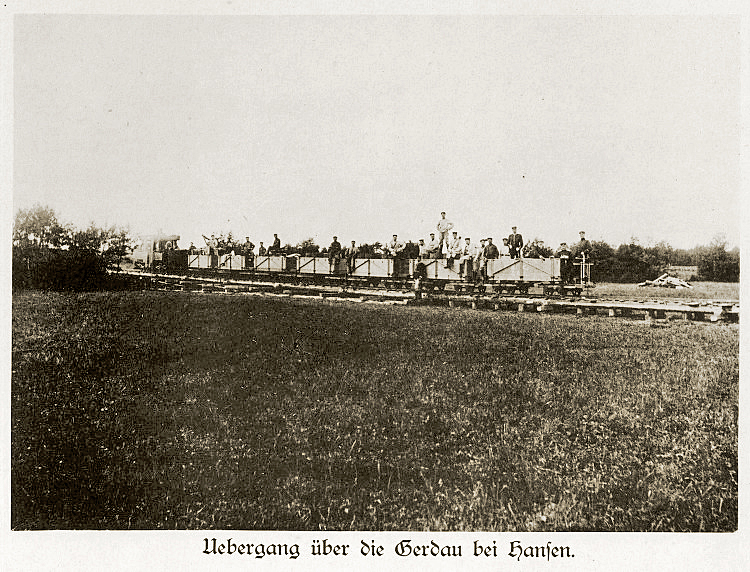
Bei Hansen: Überfahrt der Schmalspurbahn über die Gerdau

1892 wurde im Rahmen der Feldbahnübung Uelzen–Celle eine Bahntrasse in einer Länge von rund 70 km  für eine Schmalspurbahn von Uelzen über Hansen und Weesen nach Celle gebaut. Der Zweck der Übung war, zu erkunden, wie man im Kriegsfall Material mit einer Schmalspurbahn schnellstmöglich an die Front transportieren kann. In Hansen wurde hierfür eine Holzbrücke als Übergang über die Gerdau gebaut. Man wählte gerade diese Strecke, weil sie wenige Hindernisse aufwies und die Heidegegend abgeschieden lag.